# 若葉克実
若葉 克実（わかば かつみ、1993年4月17日 - ）は、日本の俳優。本名、最上 克実（もがみ かつみ）。
フロスツゥー所属。大衆演劇の新生若葉五兄弟（チビ玉三兄弟）として知られる。

## 人物
- 身長162cm、体重46kg。
- 5人兄妹（4男1女）の四男。
- 1995年11月、2歳で初舞台を踏む。
- ドラマ『探偵学園Q』で、兄、若葉竜也と共演した。（第4話・第5話）
- 趣味は、サッカー

### 兄弟
- 兄・若葉紫
- 兄・若葉市之丞
- 兄・若葉竜也
- 妹・若葉美花子

## 出演

### ドラマ
- 続・平成夫婦茶碗 （2002年、日本テレビ） - 博士 役
- 女と愛とミステリー「特捜刑事・遠山怜子」（135回、テレビ東京）
- 光とともに…〜自閉症児を抱えて〜（2004年、日本テレビ） - 石破克実 役
- 探偵学園Q （2007年、日本テレビ） - 鳴沢数馬 役

### バラエティ
- 金曜エンタテイメント（フジテレビ）

### CM
- 学研「アクセル1」

### 舞台
- 新生若葉劇団（全公演、特別公演）
- がんばれ!チビ玉三兄弟Tour
- 水前寺清子一座（特別公演）